# William Aranzazu
Aranzazu  Escobar est un nom espagnol. Le premier nom de famille, en général paternel, est Aranzazu ; le second, en général maternel, souvent omis, est Escobar.
William Aranzazu Escobar (né le 4 avril 1983,,) est un coureur cycliste colombien. Actif dans les années 2000-2010, il a remporté diverses courses chez les amateurs en Espagne. Il a également évolué au niveau continental en 2009 puis en 2011 au sein des équipes Boyacá es Para Vivirla et Miche-Guerciotti.

## Palmarès

### Par année
- 2006
  - 3e de la Volta del Llagostí
- 2008
  - 4e étape du Tour de Carthagène
  - 3eb étape du Tour de Zamora (contre-la-montre par équipes)
  - 1re étape du Tour de Tenerife (contre-la-montre par équipes)
- 2010
  - Gran Premio Ayuntamiento de Camargo
  - 2e de la Ronde du Maestrazgo
  - 3e du Zumaiako Saria
  - 3e de la Leintz Bailarari Itzulia
- 2013
  - Gran Premi San Bertomeu
- 2014
  - Gran Premi Ayuntamiento de Traiguera
  - Volta Ciclista al Montsiá

### Classements mondiaux
| Année           | 2009   | 2010   |
| --------------- | ------ | ------ |
| UCI Europe Tour | 1 201e | 1 064e |